# Euxesta willistoni
Euxesta willistoni är en tvåvingeart som beskrevs av Daniel William Coquillett 1900.
Euxesta willistoni ingår i släktet Euxesta och familjen fläckflugor. Artens utbredningsområde är Arizona. Inga underarter finns listade i Catalogue of Life.